# Nilópolis
Nilópolis è un comune del Brasile nello Stato di Rio de Janeiro, parte della mesoregione Metropolitana di Rio de Janeiro e della microregione di Rio de Janeiro.
È il comune più piccolo dello Stato di Rio de Janeiro ed è tra i dieci comuni più piccoli del Brasile in area territoriale.